# Noctua janthe
Noctua janthe é uma espécie de insetos lepidópteros, mais especificamente de traças, pertencente à família Noctuidae.

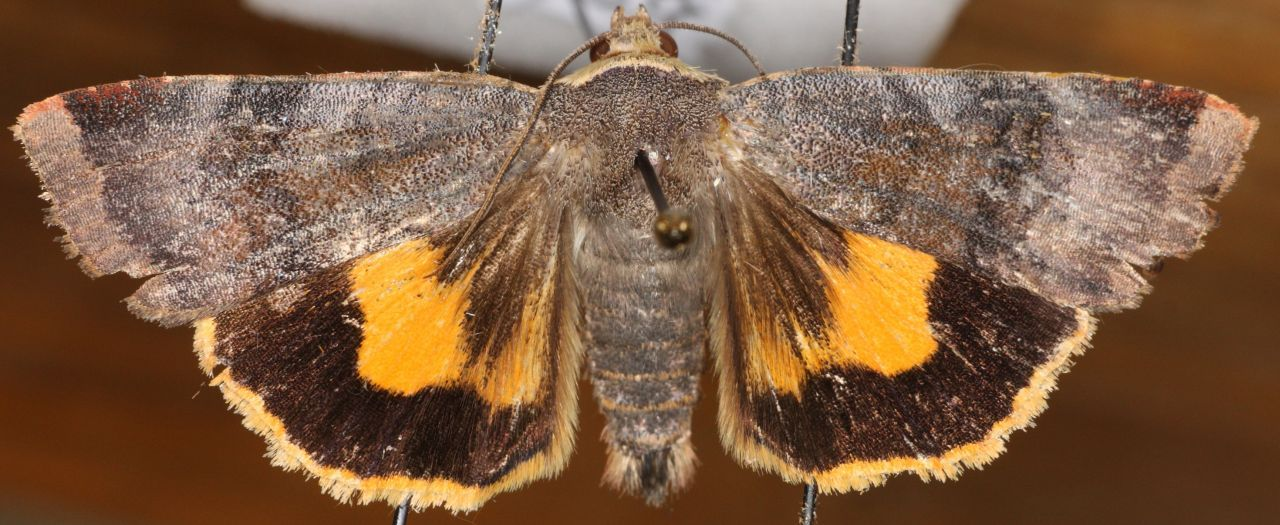
Noctua janthe

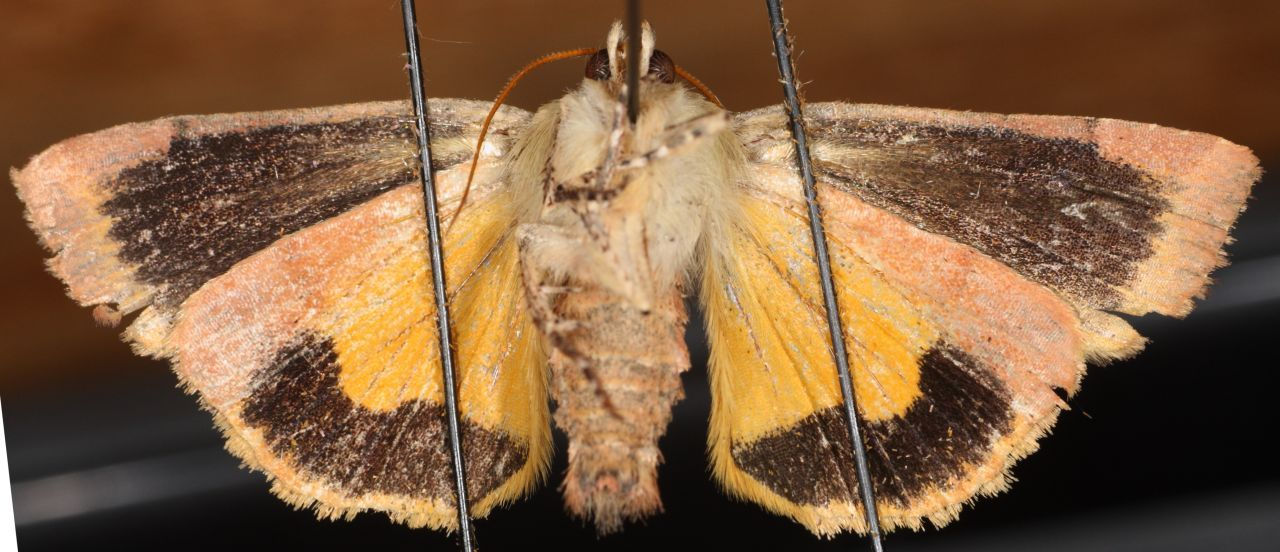
As asas dianteiras têm grande contraste

A autoridade científica da espécie é Borkhausen, tendo sido descrita no ano de 1792.
Trata-se de uma espécie presente no território português.